# エア湖

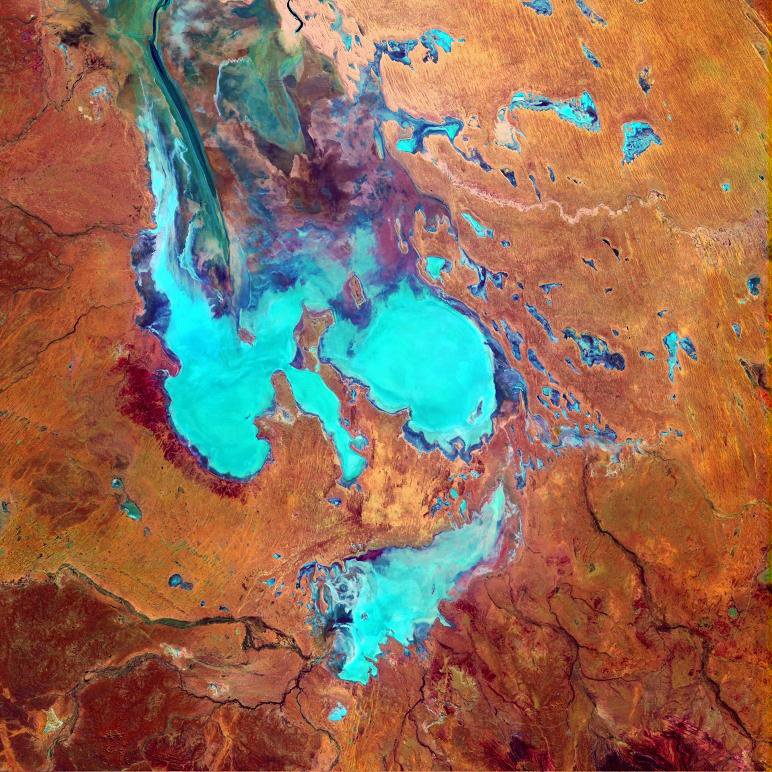
エア湖南部

エア湖（Lake Eyre）は南オーストラリア州の北部に位置するオーストラリア最大の湖である。カティサンダとも呼ばれる。面積は約9,690km2、最低点は海面下約15mであり、狭い水道によって広い北湖とやや狭い南湖に分けられる。乾季にはほぼ完全に干上がることもある。エア湖は、乾燥したエーア湖盆地の中心にあって流出河川がない塩水乾湖であり、低い部分はプラヤと呼ばれる塩の原になっている。湖水の多くは、クイーンズランド州のアウトバック（未開拓奥地）である北西から流れて来るが、エア湖盆地がほとんど平らであるため、水量は途中で減少する。数年毎に起こる洪水の時期には、短期間だが多彩な生命活動が営まれる。